# Malo Korrigan
Malo Korrigan et les Traceurs de l'espace ou tout simplement Malo Korrigan est une série télévisée d'animation française et canadienne en 26 épisodes de 20 minutes, créée par Éric Paul Marais (textes) et Valérie Hadida (dessins), coproduite par les studios Futurikon et Tooncan Productions, Inc., et diffusée au Québec à partir du 1er septembre 2003 à Super Écran puis en clair à partir du 18 mars 2006 à la Télévision de Radio-Canada, et en France à partir du 7 septembre 2003 sur M6.

## Synopsis
Cette série conte les aventures d'un traceur de l'espace, Malo Korrigan, et de son équipe à travers la Ligue cosmocratique – quelque 200 planètes liées par le commerce. Les traceurs sont des transporteurs intergalactiques indépendants, en opposition au Consortium de Krill-Fireng, énorme complexe économique dont les activités s'étendent du transport de passagers et de marchandises à l'exploitation (abusive) de planètes, en passant par la vente d'armes.
Dans le style du space opera, les aventures de Malo Korrigan explorent toutes les thématiques de la science-fiction : planètes en péril, boucle temporelle, robot humanoïde, espèces extraterrestres, etc., le tout saupoudré par les activités illégales du Consortium.

## Principaux personnages
Malo KorriganLe pilote du vaisseau spatial Starduke. Très doué en pilotage, il était l'un des as de la flotte du Consortium, jusqu'à ce qu'il ne s'oppose à son employeur, et écope de plusieurs années de prison. Profondément marqué par la mystérieuse disparition de son père Lothar, il reste un homme droit et courageux, aux valeurs morales bien établies.
Cyana BaahraLa copilote du Starduke. Elle est une princesse kaïri, espèce extraterrestre aux capacités physiologiques étonnantes (résistance aux grands froids, bras extensibles et respiration en milieu hostile tel que le monoxyde de carbone) et qui possède aussi la capacité de créer la glace. Cyana est mince, de couleur bleu turquoise ; ses bras et jambes sont des tentacules.
Jonas PequodLe (bon) mécanicien et le (mauvais) cuisinier du Starduke. Amoureux de vieux rock 'n' roll, ses connaissances en matière de bricolage et de mécanique sont bien plus utiles que son capricieux fusil à protons. Il possède aussi une main modulable en outils tels que clés à molette et fer à souder. Jonas était l'ami et le mécanicien de Lothar avant d'être celui de Malo. Petit et barbu, il s'accommode d'une vieille salopette.
Kwik kwikLa mascotte du Starduke. Petit animal bleu nuit au ventre et museau jaune, il aime jouer. Il communique par petits couinements expressifs ressemblant à une conversation humaine.
Yago CarchariasPersonnage est toujours impliqué dans les sales affaires du Consortium car il est chargé de leur mise en œuvre et de leur surveillance. Son visage bleu à la mine patibulaire est encadré par des cheveux violacés ressemblant à des tentacules.
RobertaLa « carte » des traceurs. Dotée d'une mémoire stupéfiante rassemblant les noms et caractéristiques des différentes planètes, comètes et routes spatiales de la Ligue, elle guide les traceurs lors des passages difficiles comme la traversée d'une ceinture d'astéroïdes. On ne voit régulièrement que son visage aux dents de lapin couronné d'une tignasse rousse.

## Bande son
La musique du générique est signée Deep Forest. Entre les diffusions sur M6 puis sur Canal J, il y a eu deux musiques de générique différentes. Pourtant, le générique de fin du dessin animé affiche toujours le même titre pour la musique du générique : Je suis bien content.
La musique originale des épisodes a été composée par Olivier Crouet.

## Liste des épisodes
1. Sio Dolderan
2. Ancien combattant
3. Opération Sharatan
4. Daïsukis
5. Rompre la glace
6. Gruiks
7. Mémoire vivante
8. Pacem
9. Xox
10. Fahrenheit
11. Les monstres ne sont pas ceux qu'on croit
12. Sauvetage
13. Réunion
14. Piège en boucle
15. Rencontre lointaine
16. Un étrange cadeau
17. Roll over Mac Murphy
18. Mille millièmes de secondes
19. Question de confiance
20. Soleil noir
21. Poursuivez vos rêves
22. Mauvais esprit
23. Alison Bracket
24. Ce que tu abandonnes
25. Mouandibi
26. Hors-la-loi

## Doublage
- Alain Zouvi : Malo Korrigan
- Manon Arsenault : Cyana
- André Montmorency : Jonas
- Luis de Cespedes : Yago
- Marie-Andrée Corneille : Roberta

 Source et légende : version québécoise (VQ) sur Doublage.qc.ca